# Bacteria brevitarsata
Bacteria brevitarsata är en insektsart som först beskrevs av Brunner von Wattenwyl 1907.  Bacteria brevitarsata ingår i släktet Bacteria och familjen Diapheromeridae. Inga underarter finns listade.